# Gömd låt
En gömd låt eller ett dolt spår är inom musik en låt som inte står med på skivkonvolutet och som oftast spelas alldeles i slutet av det sista spåret på skivan efter en stunds tystnad. Gömda låtar förekommer på ett flertal musikalbum och blev särskilt populära när CD-skivan slog igenom brett på 1990-talet.

## Exempel på gömda låtar
| Låtnamn               | Längd | Album              | År   | Artist      |
| --------------------- | ----- | ------------------ | ---- | ----------- |
| "Her Majesty"         | 0:23  | Abbey Road         | 1969 | The Beatles |
| "Rock and Roll Party" | 1:25  | Destroyer          | 1976 | KISS        |
| "Endless, Nameless"   | 6:50  | Nevermind          | 1991 | Nirvana     |
| "Black Market Blood"  | 4:00  | Black Market Music | 2000 | Placebo     |